# 静の里公園
静の里公園（しずのさとこうえん）は、兵庫県淡路市志筑にある自然公園である。

## 概要
静の里公園は、源義経との悲恋で名をとどめる静御前隠棲の地と言われ、悲しくも強く生きた静御前の徳を偲んで、その霊廟を中心に整備された公園である。緑豊かな園内に、静と義経を祀る霊廟をはじめ、史料館、茶室、高さ15mの相輪の宝塔などがある。静の里公園の西側にある池のほとりは、白鳳時代に創建され、淡路最古の寺院だった志筑廃寺のあった場所である。

## 1億円の金塊
2010年 (平成22年) まで静の里公園内の資料館には津名町時代にふるさと創生事業の1億円を活用した1億円の金塊が設置されていた。金塊が展示されていた静の里公園の資料館には、金塊の写真やレプリカが設置されている。

## 淡路市立津名図書館
1988年 (昭和63年) に津名町立図書館として開館し、2005年 (平成17年) に津名郡5町が合併し淡路市へと移行した後も園内に淡路市立津名図書館として存在したものの、築30年余りを経過し老朽化と狭隘化が問題になったため2020年 (令和2年) に閉館し、志筑新島へと移転した。閉館した後の建物には小規模多機能型居宅介護事業所が設置されている。

## アクセス
- 神戸淡路鳴門自動車道　津名一宮ICから車で3分
- 田井交差点前バス停(あわ神あわ姫バス)から徒歩9分